# Józef Pawlusiak
Józef Pawlusiak (* 16. September 1956 in Wilkowice) ist ein ehemaliger polnischer Nordischer Kombinierer. Er wurde zweimal polnischer Meister und nahm 1980 an den Olympischen Winterspielen teil.

## Werdegang
Józef Pawlusiak entstammte einer Wintersportfamilie und war der Zweitjüngste von fünf Geschwistern, die alle erfolgreich für Polen im Nordischen Skisport aktiv waren. So war seine Schwester Anna Pawlusiak erfolgreiche Skilangläuferin, seine Brüder Stanisław und Tadeusz waren Skispringer. Bruder Peter Pawlusiak war Trainer in Zakopane und nahm in dieser Funktion an den Olympischen Winterspielen 1994 teil. Wie seine Geschwister war er zuletzt Mitglied des Vereins BBTS Włókniarz Bielsko-Biała. 
Bei den Olympischen Winterspielen 1980 in Lake Placid wurde er 17. im Einzel der Kombination. Nach dem Springen lag er noch auf Rang zehn, fiel aber nach Rang 24 im Skilanglauf noch auf Platz 17 zurück. Wenig später gewann er bei den polnischen Meisterschaften seinen ersten nationalen Titel. Am 29. Dezember 1983 startete Pawlusiak einmal im Weltcup der Nordischen Kombination, blieb aber nach Rang 41 in Oberwiesenthal ohne Punkterfolg.
1981 und 1982 gewann Pawlusiak dreimal Bronze bei den polnischen Meisterschaften im Skispringen. 1984 gewann er in der Kombination seine zweite Silbermedaille. Nach seiner aktiven Karriere war Pawlusiak als Trainer und technischer Delegierter aktiv.